# نیروگاه پاسارگاد قشم
نیروگاه سیکل ترکیبی پاسارگاد قشم (در جزیره قشم)، یکی از نیروگاه‌های ایران از نوع سیکل ترکیبی با ظرفیت تولید ۴۸۶ مگاوات است که شامل ۲ واحد گازی و ۱ واحد بخار، هر یک به ظرفیت ۱۶۲ مگاوات است.
مراسم کلنگ‌زنی نیروگاه در اسفند ۱۳۸۶ زده شد و قرار بود در مدت ۳۰ ماه نیروگاه احداث شود ولی هنوز به بهره‌برداری نرسیده‌است و عملیات اجرائی آن در دست اجراست.
این نیروگاه به روش B.O.O (ساخت، بهره‌برداری، مالکیت) ساخته می‌شود که با سرمایه‌گذاری شرکت‌های الماتکو، ساختمانی پگاه، والا انرژی و بانک پاسارگاد به مرحله اجرا درخواهد آمد.